# ノバルティス
ノバルティス（Novartis International AG）は、スイス・バーゼルにあるノバルティス・キャンパスに本拠地を置く、国際的な製薬・バイオテクノロジー企業である。スイス証券取引所、ニューヨーク証券取引所上場企業（SIX: NOVN、NYSE: NVS）。
社名のノバルティスは、「新しい」（"Nova"）と、「芸術、技術」（"Artis"）の組み合わせによる造語である。フォーチュン誌の「世界で最も称賛される企業2013」において、3年連続で医薬品企業No.1に選ばれている。
以下ではノバルティスの医薬品事業における日本法人である、ノバルティスファーマ株式会社（Novartis Pharma K.K.）についても併せて記述する。

## 事業
ノバルティスは主に、研究部門、医療製品の開発部門、製造およびマーケティング部門の3部門で構成されており、医療用医薬品や医療機器のほか、薬店で販売される一般用医薬品、健康食品、コンタクトレンズなども取り扱っている。
過去には動物用医薬品も取り扱っていたが、経営分離により、一部製品をエランコに引き継ぐ形で、取り扱いを終了した。
以下のブロックバスター製品を保有する。
- イマチニブ （抗がん剤）
- ディオバン（バルサルタン, 高血圧）
- ラニビズマブ（加齢黄斑変性）
- オクトレオチド（先端巨大症）
- アムロジピン（高血圧）
- ゾレドロン酸（骨粗鬆症）
- フィンゴリモド（多発性硬化症）
- リバスチグミン（アルツハイマー病）

## 歴史
- 1758年：バーゼルでガイギー社が化学品・薬品問屋として創業。
- 1864年：アレクサンダー・クラベル、バーゼルで絹織物用の染料工場を操業開始。その後、1884年にバーゼル化学産業社（Gesellschaft für Chemische Industrie Basel, CIBA＝チバ）となる。
- 1886年：アルフレッド・カーンとエドゥアルド・サンド、共同で染料工場を操業開始。カーン死後の1895年にサンド社として法人化。
- 1938年：サンド社、LSDの合成に成功。
- 1939年：ガイギー社の科学者、パウル・ヘルマン・ミュラーがDDTの創成に成功。
- 1971年： チバ社とガイギー社が合併、チバガイギー社となる。
- 1989年 - 免疫賦活経腸栄養剤「インパクト」発売。（日本では2002年7月に旧味の素ファルマより発売）
- 1996年12月：チバガイギー社とサンド社が合併、ノバルティス社となる。この際、チバガイギー社の染料などの化学品部門はチバ・スペシャリティケミカルとして分離。
- 1997年9月：開発中の免疫抑制剤について、吉富製薬（現:田辺三菱製薬）とライセンス契約を締結。
- 1998年：カリフォルニア大学バークレー校とバイオテクノロジーに関する製造販売協定を締結。
- 2000年：農業部門とアストラゼネカの農業部門が合併、シンジェンタ社設立。
- 2000年7月：ノバルティス コンシューマーヘルス社と花王の折半出資による共同事業として、ノバルティス花王を設立[8]。
- 2002年4月：業績未達成のため、ノバルティス花王を解散[9]。
- 2004年2月：ミード・ジョンソン社（アメリカ）の成人医療用栄養食品事業を3億5000万米ドルで買収し移管。
- 2005年6月：ジェネリック医薬品会社、ヘキサル社（ドイツ）を買収し、ノバルティス社のジェネリック事業のサンド社と経営統合。
- 2006年：アメリカ・カリフォルニア州のバイオ医薬品会社、カイロン社(Chiron）を買収合併。医療用栄養食品事業をネスレに売却。
- 2010年8月：アイケア事業大手のアルコンを買収（2019年にアルコンはノバルティスから独立）。
- 2023年10月：ジェネリック事業を行うサンド社のスピンオフが完了。

## ノバルティスファーマ
ノバルティスの日本法人は、持株会社ノバルティスホールディングジャパン株式会社を中心に以下のように展開している。中核として医薬品事業のノバルティスファーマ株式会社 (英: Novartis Pharma K.K.) がある。両本社は、東京都港区虎ノ門にある虎ノ門ヒルズ森タワー内に所在する。
- ノバルティスホールディングジャパン株式会社（持株会社）
  - ノバルティスファーマ株式会社（医薬品事業）
    - 日本チバガイギー株式会社（製造部門子会社）

  - サンド株式会社（後発医薬品事業）

### 歴史
- 1952年（昭和27年）：チバ社の日本法人チバ製品設立
- 1960年（昭和35年）：サンド社の日本法人サンド薬品設立
- 1963年（昭和38年）：ガイギー社の日本支店開設
- 1971年（昭和46年）：チバとガイギー合併、チバガイギー社となる。また、日本でもチバ製品から社名変更する形で日本チバガイギーを設立
- 1997年（平成9年）4月：サンド薬品から社名変更する形で、ノバルティスファーマを設立。日本チバガイギーはノバルティスファーマの生産部門を担当する子会社となる。
- 2004年2月：ミートジョンソンが行っていた医療用栄養食品事業を一時移管
- 2005年10月：日本における持株会社ノバルティスホールディングジャパン株式会社を設立
- 2006年（平成18年）1月：医療用栄養食品事業を分社化、ノバルティスニュートリション株式会社[注 1]を設立。また、ヘキサル社とサンド社の経営統合に伴い、ヘキサル社の日本法人だった日本ヘキサルはサンド株式会社に社名変更
  - 12月：ノバルティスファーマと第一三共ヘルスケアが締結していた一般用医薬品に関する契約を終了
- 2007年（平成19年）1月：第一三共ヘルスケアが発売していた水虫薬「ラミシールAT」の自社販売を開始。これにより、日本における一般用医薬品事業に進出。一般用に向けて共同開発していた禁煙補助薬「ニコチネルTTS」については、ノバルティスファーマ単独で開発を継続する
  - 4月：医療用ハンセン病治療薬2品目をグループ会社のサンド株式会社に移管
- 2014年1月：グループ会社のチバビジョンと日本アルコンを法人統合
- 2015年3月：OTC事業部がグラクソ・スミスクライン株式会社のコンシューマーヘルスケア事業本部と統合し、両社の合弁会社となるグラクソ・スミスクライン・コンシューマー・ヘルスケア・ジャパン株式会社を設立[12]。
- 2016年5月：OTC医薬品の製造販売承認をグラクソ・スミスクライン・コンシューマー・ヘルスケア・ジャパン株式会社へ承継[13]。
- 2017年4月：ノバルティスファーマの眼科領域事業部と日本アルコンの医薬品事業本部を統合し、アルコンファーマを設立[14]。
- 2019年4月：アルコンファーマを吸収合併[14]。

## 不正行為

### アメリカでの違法マーケティング
アメリカ合衆国で、2010年に4億2,300万米ドルの罰金が科され、オクスカルバゼピン（抗てんかん薬）の違法なマーケティングと、オクスカルバゼピンの他に、高血圧の治療薬バルサルタン（ディオバン）など、5薬剤について処方した医療専門家に報酬を支払ったことが理由である。

### ディオバン臨床研究への関与
関与が疑われる社員は事件発覚後の2013年5月15日にノバルティスファーマを退社した。京都府立医大の調査委員会はこの元社員への聞き取りをノバルティスファーマに求めたものの、実現していない。この件に関して、ノバルティスファーマは「元社員の強い意思による」と発表する一方、調査委員会に対しては「退社したために連絡が取れない」事を理由に挙げたとされる。元社員はこれらの論文において、ノバルティスファーマの社員であることを隠していた。さらに、いくつかの論文では大阪市立大学または同大学の『「臨床疫学」部門』という虚偽の所属先を書いていた。もちろん元社員は同大学には所属しておらず「臨床疫学」という部門も実在しない。
2014年6月11日、東京地検特捜部はノバルティスファーマ元社員の容疑者（63）を薬事法違反（誇大広告）の疑いで逮捕した。京都府立医科大学などで実施された「KYOTO HEART Study」のサブ解析で、2群間の割付や脳卒中の発生率、統計学的有意差を示すP値の操作などディオバン群で良好な成績となるようデータ操作を行い、虚偽のデータに基づいた論文をWeb上に掲載させた疑い。
2017年3月16日、東京地方裁判所は薬事法違反（誇大広告）罪に問われた元社員の被告（66）と法人としての同社に無罪を言い渡した。また、2018年11月19日、東京高等裁判所は一審判決を支持し、検察側の控訴を棄却した。2021年6月28日、最高裁判所は検察側の上告を棄却し、元社員と同社の無罪が確定した。

#### ノバルティスファーマの対応
この件に対するノバルティスの対応は一貫しない。日本法人であるノバルティスファーマ（以下「日本法人」とも）はこの件に関して何回かの発表を2013年にホームページで行なったが、7月29日に、それ以前の発表は全て削除した。本社のノバルティス（以下「本社」とも）でも2013年7月29日の発表を、遅くとも10月3日には消去している。
元社員の関与によるデータの不正操作や改竄に関してノバルティスファーマは、7月17日には、それらがあったかのように報道されていることは見解とは異なる、とした。不正を否定する証拠は挙げていないものの、不正を示す証拠はないことを理由とした。しかし、7月29日にノバルティスファーマは新たな発表を行った際、それまでの発表を削除した。その結果、データの不正操作・改竄に関しては、ノバルティスファーマは何も語っていない格好に、それ以降はなっている。
本社は2013年4月に、法律事務所にこの件の調査報告書の作成を依頼した。提出された報告書は英語で作成されたとされ、日本法人は一部分の日本語訳を発表した。それによると、依頼を受けたモリソン・フォースターは、論文の科学的な整合性については調査をしていない。しかし、本社は7月29日に「調査では意図的なデータの操作・捏造は発見されなかった」と発表した。その一方で本社は後にこの発表を削除しているが、削除の理由も、そもそも削除した事も発表されていない。その後は捏造を否定も肯定もしていない。報告書の提出に関する日本法人の発表では、捏造の有無に関しては特に見解を示していない。
ノバルティスは社員が研究に関与した事による利益相反の問題については認めており、事件の発覚後、「再発防止策」を発表したが、実際にはその後もそれは守られていなかった。次の「白血病薬研究(SIGN研究)への関与」の項を参照。
なお、ノバルティスの発表ではこの臨床研究を一貫して「医師主導臨床研究」（英語発表では「investigator initiated trials」）と呼んでいる。この語は、製薬会社がスポンサーで行う研究ではなく、医療機関が自ら届け出ての治験を表す。
2017年3月16日、ノバルティスファーマは、無罪判決ではあるものの、この問題の本質は医師主導臨床研究において弊社が適切な対応を取らなかったことにあるとの声明を発表。社会的、道義的責任を感じているとした。再発防止策として医師主導臨床研究の支援方法を全面的に改め、新しい研究助成方針を導入するなど多くの社内改革に取り組んでおり、企業風土・文化の改善を継続していくとしている。
2021年6月29日、最高裁の無罪判決を受け、ノバルティスはコメントを発表。「問題の本質は法的な側面にとどまらず、医師主導臨床研究で自社が適切な対応を取らなかったことにあると考えており、社会的な責任を感じている」とし、あらためて陳謝した。その上で、再発防止策として医師主導臨床研究の支援方法を改めるなど、これまで多くの社内改革に取り組んできたことに触れ、「今後も、社員一人一人が高い倫理観を持ってより一層業務に邁進できるよう、企業風土・文化の改善と向上に継続して取り組んでいく」とした。

### 白血病薬研究(SIGN研究)への関与
東京大学医学部附属病院（東大病院）血液・腫瘍内科教授の黒川峰夫、講師の南谷泰仁を中心として2011年に始まる白血病薬の臨床研究「SIGN研究」においては様々な問題が2014年に明らかになり、その中でノバルティスの不正な関与も重大である。SIGN研究はノバルティスが販売する薬タシグナ(一般名はニロニチブ)への他の薬からの切替えの効果を調べるものである。さらに、臨床研究の中間段階での解析結果まで、ノバルティスにより販売促進に利用されていた。

#### ノバルティスの対応
2014年3月14日に、ノバルティスはSIGN研究問題に関する外部調査の結果を発表した。そのウェブページでは「参考」として、「日本はノバルティスにとって、現在もこれからも成長市場であり、かつ重要な投資先です。」(以下略)と述べている。
ノバルティスは社外の委員会に調査を委託し、報告書が2014年4月に公開されている。